# H. P. Lovecraft
Howard Phillips Lovecraft (Providence, Rhode Island, 20 d'agost del 1890 - 15 de març del 1937) va ser un escriptor estatunidenc de relats de por, fantasia i ciència-ficció, considerat un dels pares de l'anomenat 'terror còsmic'. Encara que poc llegit en vida, la seua obra ha esdevingut de culte pòstumament i ha influït nombrosos autors. És a l'origen dels anomenats mites de Cthulhu i del misteriós 'llibre prohibit' Necronomicon.

## Biografia

### Infància
Lovecraft va nàixer a les 9 del matí el 20 d'agost del 1890 a Providence (Nova Anglaterra), fill de Winfield Scott Lovecraft i Sarah Susan Lovecraft (Susie Phillips), tots dos de descendència anglesa. Educat en un ambient benestant, des de ben menut li agradava freqüentar llocs estranys i apartats on fer volar la imaginació: en aquests llocs (coves, arbredes…) recreava situacions històriques o es passava hores mirant detallets, que per a la resta de persones passaven totalment desapercebuts, però que a ell el fascinaven, com ara parar-se a escoltar les fades del bosc o imaginar què podia existir a l'espai exterior. Potser una de les raons per les quals li agradava tant evadir-se era l'estricte lligam al qual el sotmetia sa mare (son pare fou reclòs en un sanatori el 1893, i hi morí el 1898) en dir-li que no havia de jugar amb nens de menor categoria o que era lleig i que no agradaria mai a les nenes.

### Família
Quant a la psicologia dels progenitors, les fonts descriuen el pare com un viatjant esbojarrat i faldiller que mai no parava per casa: sotmès a tractament mental quan H. P. només tenia tres anys, va morir de paràlisi cinc anys després, el 1898; pel que fa a sa mare, la immensa majoria la culpa de tots els desequilibris psicològics de Lovecraft. Suposadament, després de la mort del marit, va descarregar tota la frustració en l'únic fill, sobreprotegint-lo massa i creant-li molts dels trastorns que el durien a buscar altres activitats que anirien apartant-lo del contacte amb el món.

### Aficions
Una de les aficions de Lovecraft era la lectura, en què la biblioteca particular del seu avi matern tingué un paper decisiu: allí va descobrir el paganisme grecollatí (amb una versió infantil de la Ilíada) i Les mil i una nits quan era menut, encara que als cinc anys es va declarar ateu, convicció que mantingué fins a la mort. Això va ajudar que la seua imaginació es desenvolupara ràpidament en comparació amb la resta de companys de la seua edat, cosa que va produir una manca d'adaptació: quan els altres volien jugar a espases o a jocs fonamentalment físics, ell s'estimava més entreteniments pausats i imaginatius com, per exemple, representacions històriques. Un altre dels gèneres que el van apassionar era el de les novel·les policíaques, que el va portar a formar una agència de detectius als tretze anys.

### Trajectòria
A només quinze anys, va escriure la seua primera obra, La bèstia a la cova, a la manera dels contes de terror gòtic. Encara que la seua mentalitat responia a un racionalisme empirista, a Lovecraft l'atreia la literatura imaginativa, segurament influït pel seu escepticisme, trencant amb el pessimisme de la soledat i considerant que «el pensament humà és l'espectacle més divertit i entristidor de la Terra». A causa de la falta de constància i de salut, no va acabar mai els estudis superiors, encara que va adquirir coneixements de química i astronomia i, fins i tot, va arribar a escriure en algunes revistes científiques.

### Maduresa
La mort de sa mare i la pèrdua de la riquesa familiar el 1921 el van dur a abandonar la idea de fer una vida dedicada a l'escriptura i el van obligar a treballar en encàrrecs que, en la majoria de situacions, consistien a retocar escrits d'altres autors menys dotats per a l'escriptura que ell. Gràcies a aquests treballs, en va conèixer molts que posteriorment havien de formar el «cercle de Lovecraft», dels quals cal esmentar Robert E. Howard, Clark Ashton Smith, Robert Bloch, Frank Belknap Long i August Derleth. En la correspondència amb altres escriptors i «amics», Lovecraft oferia una personalitat molt diferent de la seua forma de ser en la intimitat. El definien com una persona entusiasta, generosa i creativa; un prodigi de la intel·ligència, però també amb una faceta racista que no va abandonar fins als últims mesos de la seva vida.

### Matrimoni
El 1924 es casà amb Sonia Green, empleada de la United Amateur Press Association i deu anys més gran que ell, i es va separar d'ella dos anys després. Els motius que argumentava Lovecraft per justificar-ne la separació eren les grans diferències entre els dos i els problemes econòmics, malgrat els rumors, desmentits per ella, sobre el seu terror a les relacions sexuals. Després d'una estada a Brooklyn de dos anys, Lovecraft va tornar a viure a Providence amb les seues ties, però allí es va veure superat per la sensació de fracàs que l'envoltava, i s'abandonà a la soledat i a la frustració. En eixa època, gaudeix de passejades nocturnes, que repercuteixen en el seu enfonsament personal, i es torna presa de pors que mai no li permetrien recuperar-se.

### Mort

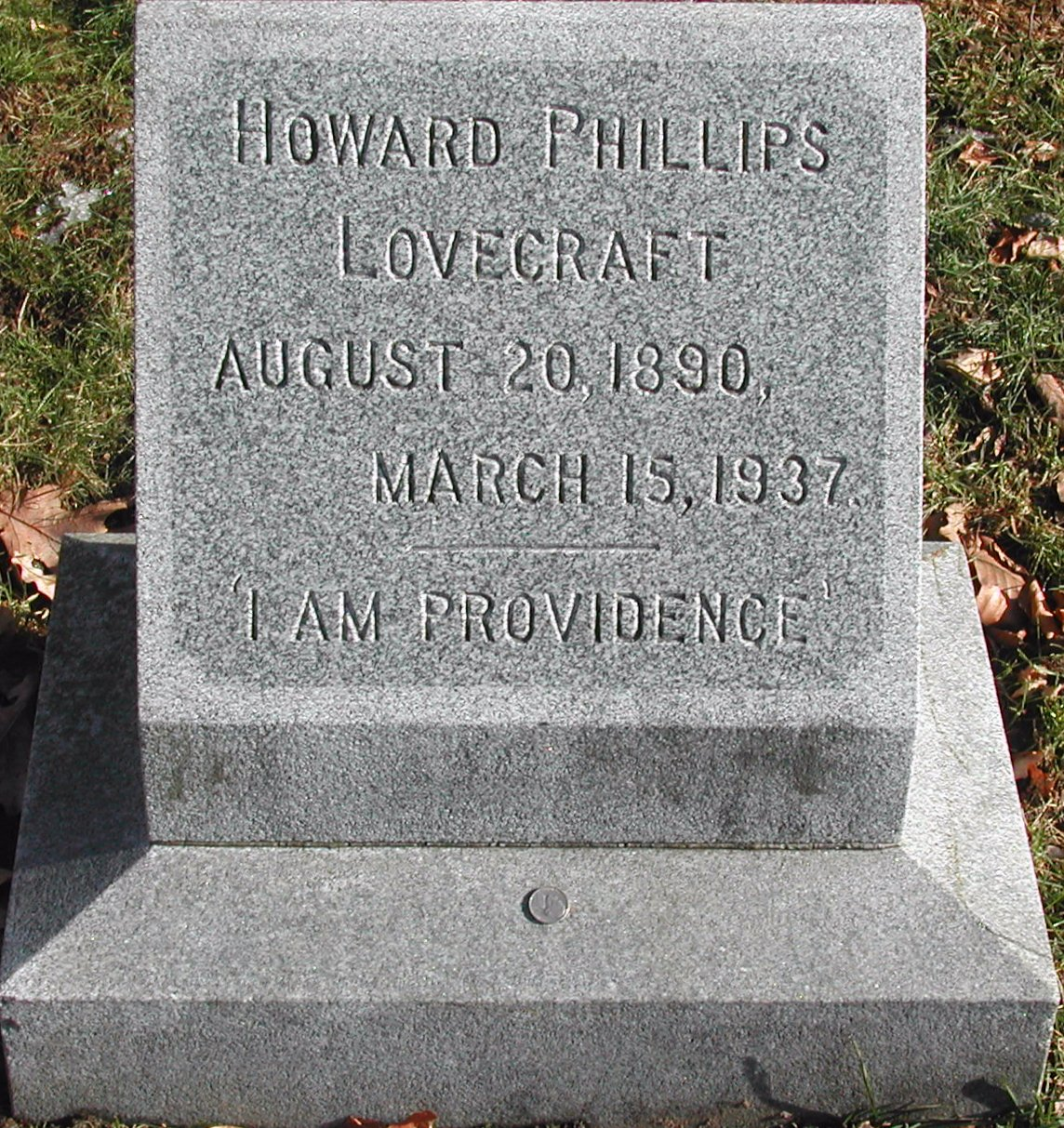
Làpida a la tomba de H. P. Lovecraft

Igual que durant la infància i la joventut, la salut de Lovecraft no li proporcionà cap interval de benestar a partir dels trenta anys; les temperatures per davall dels 5 graus li causaven tota classe de molèsties. Llegir i escriure, sempre a la nit, era l'únic que el mantenia viu fins que, el 15 de març del 1937 (a quaranta-set anys), va morir a causa d'un avançat càncer de còlon al Jane Brown Memorial Hospital de Providence. La malaltia li va ser diagnosticada un mes abans de la mort. L'enterrament va ser tan precipitat que només hi acudiren quatre coneguts seus. A la seua tomba es pot llegir «I am Providence», que literalment vol dir «Jo sóc Providence», però que també es podria traduir com «Jo sóc la Providència».

## Obra
Llista de títols publicats per H.P. Lovecraft, ordenats per ordre de creació per part de l'autor.
- The Tomb
- Dagon
- A Reminiscence of Dr. Samuel Johnson
- Polaris
- Beyond the Wall of Sleep
- Memory
- Old Bugs
- The Transition of Juan Romero
- The White Ship
- The Doom that Came to Sarnath
- The Statement of Randolph Carter
- The Street
- The Terrible Old Man
- The Cats of Ulthar
- The Tree
- Celephaïs
- From Beyond
- The Temple
- Nyarlathotep
- The Picture in the House
- Facts Concerning the Late Arthur Jermyn and His Family
- The Nameless City
- The Quest of Iranon
- The Moon-Bog
- Ex Oblivione
- The Other Gods
- The Outsider
- The Music of Erich Zann
- Sweet Ermengarde
- Hypnos
- What the Moon Brings
- Azathoth
- Herbert West–Reanimador
- The Hound
- The Lurking Fear
- The Rats in the Walls
- The Unnamable
- The Festival
- The Shunned House
- The Horror at Red Hook
- He
- In the Vault
- Cool Air
- The Call of Cthulhu
- Pickman's Model
- The Strange High House in the Mist
- The Silver Key
- The Dream-Quest of Unknown Kadath
- El cas de Charles Dexter Ward
- The Colour Out of Space
- The Descendant
- The Very Old Folk
- History of the Necronomicon
- L'horror de Dunwich
- Ibid
- The Whisperer in Darkness
- A les muntanyes de la follia
- The Shadow Over Innsmouth
- The Dreams in the Witch House
- The Thing on the Doorstep
- The Book
- The Evil Clergyman
- The Shadow Out of Time
- The Haunter of the Dark

### Traduccions
De la seua extensa producció se n'han fet unes poques edicions en català: 
- A les muntanyes de la follia (Laertes, 2022), traduït per Edgar Cotes Argelich (ISBN 978-84-18292-87-3)
- El cas de Charles Dexter Ward (Columna, 1991), traduït per Alfred Bosch
- El model de Pickman, traducció d'Edgar Cotes, dins del recull El fill petit perd el seu vaixell a les croades i altres textos (SCCFF/Edicions SECC, 2023) (ISBN 978-84-124657-5-4)
- Els somnis a la casa de la bruixa (Laertes, 2015), traduït per Emili Olcina Aya (ISBN 978-84-7584-975-1)
- Herbert West-Reanimador, traduït per Judit Romeu a Somni de Sang (La Magrana, 1992) (ISBN 978-84-74105-71-1)
- La crida de Cthulhu i altres narracions (Laertes, 2010), antòleg, prologuista i traductor Emili Olcina (ISBN 978-84-7584-696-5)
- L'horror de Dunwich (Tabarca, València 1991), traduït per Elisabeth Mateo i Vicent Galán (ISBN 84-87636-18-7) (Laertes, 2022), traduït per Jordi Dausà i Mascort (ISBN 978-84-18292-64-4)
- L'horror sobrenatural en la literatura (Laertes, 2019), introducció, notes i traducció de Jordi Llavoré (ISBN 978-84-16783-95-3)
- L'ombra sobre Innsmouth (Laertes, 2020), traduït per Montserrat Canyameres (ISBN 978-84-18292-10-1)
- La biblioteca d'Arkham (Laertes, 2023), traducció i pròleg de Jordi Dausà i Mascort (ISBN 978-84-19676-15-3)